# بریتلاویورن
بریتلاویورن (به لاتین: Breitlauihorn) یک کوه در سوئیس است که در کانتون وله واقع شده‌است. بریتلاویورن ۳٬۶۵۵ متر بالاتر از سطح دریا واقع شده‌است.